# افرسلینگه‌لاند
افرسلینگه‌لاند (به هلندی: Overslingeland) یک منطقهٔ مسکونی در هلند است که در خیسن‌لاندن واقع شده‌است. افرسلینگه‌لاند ۱۴۰ نفر جمعیت دارد.